# Diego Gross
Diego Alejandro Gross (Buenos Aires, 10 de julio de 1973) es un exfutbolista argentino. Jugaba de  mediocampista.

## Trayectoria
Diego Gross nació en Capital Federal un 10 de julio de 1973. 
En su época de futbolista, era un volante creativo, rápido y habilidoso. Llegó a la primera de Vélez Sársfield de la mano del ciclo exitoso de Carlos Bianchi oficialmente en 1994 frente a Argentinos Juniors en Atlanta (su primer partido en la primera fue frente a Boca Juniors por la Copa Centenario de 1993).
Sin embargo, al no tener lugar en el Fortín, en 1995 decidió pasar a una categoría menor del Fútbol Argentino, actuando en Club Atlético Tigre. Desde allí comenzó su maratón de clubes sin suerte.
En 1996, viajó a Italia y estuvo alrededor de dos años por diversas ligas regionales, en Camerino, Sangiorgese-futura, entre otros.
En 1998, se coronó campeón en el fútbol peruano con el Universitario de Deportes del extécnico de Vélez, Osvaldo Piazza; sin embargo, no tuvo mucha continuidad. Regresó a Italia buscando otra oportunidad pero nuevamente la suerte le fue esquiva, por lo que decidió regresar a Perú.
En el año 2000 pasó al Deportivo Wanka donde no tuvo chances de consolidarse. Con ganas de continuar en actividad, llegó a ofrecerse por Internet en un sitio de jugadores libres. En el 2004 regresó a Italia pero el destino lo llevó a ser jugador libre nuevamente.
- Datos: Q5806198